# 橿原遺跡
橿原遺跡（かしはらいせき）は、奈良県橿原市の橿原神宮外苑にある複合遺跡。出土品は国の重要文化財に指定されている。
縄文時代晩期から平安時代に至る各時代の遺構や遺物（縄文土器・弥生土器・土師器・須恵器など）が出土している。中でも縄文晩期のものは特筆され、土偶等の豊富な遺物が出土し、近畿地方および西日本の縄文晩期文化を表わす標式遺跡として知られる。

## 立地と周辺環境
橿原遺跡は橿原市畝傍町にある奈良県立橿原公苑の陸上競技場周辺一帯に広がっている。
当遺跡が位置する畝傍山南東の山裾には、桜川が北に向かって流れており、さらにその東側は飛鳥川まで続く沖積平野が広がっている。この沖積平野に向けて、標高75メートル前後の洪積台地（丈六台地）が南東からのびてきており、遺跡はこの台地の末端付近に立地している。遺跡東側の低湿地のさらに東側では、旧河道とその周辺に堆積した砂層が存在し、台地北端を横切って北西方向に続いており、飛鳥川と丈六台地との間は河川の後背湿地であったと考えてよい。西側では砂層が未確認であるが、桜川の存在や湿地土壌の堆積などを踏まえると、東側と同様に、葦などが生育する低地が広がっており、当遺跡は、後背湿地を周囲にひかえた台地に立地していたことが推定されている。

## 発掘までの経緯
当遺跡は「皇紀2600年記念事業」（神武天皇即位紀元）の一つとして行われた、橿原神宮とその周辺の地域整備工事が原因となって発掘調査が実施された。遺跡自体の存在については、1863年（文久3年）の神武天皇陵修理の際に出土した遺物や、1904年（明治37年）の高橋健自による「神武陵西発見の石器時代土器」（『考古界』）の報告などによりその存在が明らかになっていたが、学術的な調査は昭和時代に入ってから実施された。1938年（昭和13年）9月13日、当時の奈良県史蹟名勝天然記念物調査会委員であった末永雅雄の主導によって開始された発掘調査は、およそ2年半の長期にわたり、調査面積も約10万平方メートルに及ぶ大規模なものであった。

## 遺構
遺跡が立地する洪積台地の周辺には低湿地が形成されており、縁辺部には南北に細長く伸びる東西2ヶ所の縄文時代晩期の遺物包含層が遺存していた。発掘調査は主にその包含層を中心に実施されている。台地上に存在したことが予想される縄文時代の遺構については、後世にほぼ完全に削平されて消滅したと思われる。
西部包含層は長さ約100メートル、最大部分で幅約17メートルの範囲に存在し、最深部分厚さ約0.7メートルに及ぶ堆積層である。この包含層には根が浸透したイチイガシの巨木根が遺存し、縄文時代の人工物とともに多量のイチイガシの果実が出土している。包含層中では大型の土器と獣骨類のほか木炭がしばしば混在して出土し、更に磨製石斧、敲石、打製石斧、砥石などが集中して出土する箇所がある。土壌は特に濃い黒色を呈している。西部包含層からは炉跡、集石、小竪穴などの遺構のほか、台地縁辺部で建物跡の可能性がある方形の竪穴遺構が検出されている。炉跡は直径50センチメートルあまりの規模の石囲炉で、内部には木炭や獣骨が詰まっていたほか、敲石や赤色顔料を塗布した土器が出土している。
東部包含層は台地の地形に沿って平面的には細長く途中で屈曲して遺存している。包含層は西部のそれよりやや狭く長さ約74メートル、幅約8メートルに広がっており、深さ1メートルを超える厚い堆積層が確認された部分もある。東部包含層の一部では青色粘土層を挟んで遺物包含層が上下に分かれることが確認されている。下層から器面調整の丁寧な土器や獣骨片などが集中して出土する場所がある。遺物包含層の下にはあまり遺物を含まない木葉、自然木、堅果などを多量に含む有機質層が堆積し、なかには薄く剥いだ木片の編み物や藤蔓を括り合わせたものなどが出土している。
有機質層のさらに下には無遺物砂層や粘土層が堆積している。包含層内から出土する獣骨については、地点を異にして鹿角がまとまって出土する地点と、猪牙が集中する地点とが確認され、東部包含層からは炉跡、埋葬人骨、イチイガシの集積、拳大の石を粘土で固めた敷石遺構・周辺に石鏃などの石器や、石材を並べた焼土ピット・柱穴状ピット・構造物に伴ったと見られる土坑群などが検出された。
炉跡と埋葬人骨は東部包含層の西端付近から検出されている。人骨は5体分以上あったとされているが詳細は不明である。ただ、土器や石器と獣魚骨が集中する中から屈葬された人骨1体が発見されており、その人骨に伴って有孔土製小円板が何点か出土したこと、上部を被覆した土器が存在していたことが報告され、さらに人骨の一部に焼けたと見られる痕跡を有するものが存在していたとされる。炉跡は長さ15〜25センチメートル程度の石を用いた一辺40センチメートルの規模の石囲炉である。東部包含層の北東部では面積18平方メートルの範囲に、8ヶ所で合計9本の直径6センチメートル程の丸太杭を打ち込んだ遺構が検出されている。周辺からはクルミ核、クリとトチの果皮、獣骨、木炭などと共に、木材と藤蔓が出土していて、水辺に設けられた住居ないし作業場のような構造物の可能性が指摘されている。

## 遺物
出土した遺物の中核を占めるものは、かつて「橿原式」と呼ばれたものを中心とした晩期の縄文土器である。三叉文の刳り（えぐり）込みで浮き彫りした木葉文の表出を基本として、更に上下に重畳させて木葉文が対向する七宝文風の文様を描く特徴を有するのが「橿原式文様」であり、ほとんどが浅鉢に施文される。
かつての橿原式土器は、滋賀県大津市の滋賀里遺跡（しがさといせき）を標式遺跡として編年された「滋賀里式土器」のⅡ式およびⅢ式に該当するとされる。
また橿原遺跡からは、東北地方系統の大洞式（おおぼらしき）土器が数多く出土していることが特に注意されている。東北系統以外にも、関東・東海地方の影響が見られる土器が出土しているほか、瀬戸内・山陰・九州地方の土器に類似する文様をもったものも少量ではあるが含まれている。その一方で橿原式文様をもった土器は、北は関東や東北地方の南部まで、南は九州地方中部でも確認され、広範な分布を有している。
このほかにも、橿原遺跡から出土した土器以外の遺物には多種多様なものが見られる。生産活動に使用された磨製および打製石斧、削器、石鏃、石錘、敲石、凹石などと共に、平行刻線や格子刻線、弧線文を有する石刀・石剣、石棒など信仰や呪術に関わる石器類が多く出土している。東西の包含層における出土遺物の内容を種類別に見ると、狩猟具や漁労具および加工具など生産具のうち、骨鏃は東部包含層からの出土が圧倒的に多いが、打製石斧や磨製石斧は西部包含層が東部包含層の出土数を上回る。また、敲石や「皮剥」と報告されているスクレイパー類は一部を除いて大半が西部包含層から出土しており、出土地点の偏りが指摘できる。
一方、土器以外の土製品や生産具以外の石製品をみると、土冠（冠形土製品）は東部包含層のほうが2点多いが、半輪状土製品や石刀・石棒類は、逆に約6:4の割合で西部包含層が東部包含層をやや上回る。
土偶や土玉類は東西ほぼ拮抗した出土数であり、生産具以外の製品はそれほど偏った出土状態とはなっていない。

## 文化財

### 重要文化財（国指定）
- 奈良県橿原遺跡出土品（考古資料） - 明細は後出。奈良県立橿原考古学研究所附属博物館保管。2002年（平成14年）6月26日指定[8]。
  - 土器・土製品 934点
  - 石器・石製品 244点
  - 骨角牙製品 46点
  - 木製弓 1点